# Allan Bateman
Pour les articles homonymes, voir Bateman.
Pas d'image ? Cliquez ici

a Compétitions nationales et continentales officielles uniquement.

b Matchs officiels uniquement.
Dernière mise à jour le 29 août 2018.
Allan Glen Bateman, né le 6 mars 1965, est un joueur de rugby gallois.
Il commence sa carrière au rugby à XV à Neath RFC puis devient international gallois. Il rejoint la ligue professionnelle de rugby à XIII en 1990. Il deviendra international de rugby à XIII, pour le Royaume-Uni à trois reprises et le Pays de Galles (4 capes). 
Avec le passage du rugby à XV dans le monde professionnel, il rejoint le rugby à XV en 1996, redevenant à nouveau international de rugby à XV. Il connaîtra 31 nouvelles capes.

## Carrière

### équipe nationale à XV
Allan Bateman débute avec l'Équipe du Pays de Galles de rugby à XV contre l'Écosse le 3 mars 1990. Il a 4 capes en 1990 avant de changer de code.

## Palmarès

### Club à XV
- Coupe d'Europe :
  - Vainqueur (1) : 2000

#### Coupe d'Europe
| Date de la finale | Vainqueur                     | Finaliste             | Score | Lieu de la finale   | Spectateurs |
| 27 mai 2000       | Northampton Saints Angleterre | Munster Rugby Irlande | 9-8   | Twickenham, Londres | 68.441      |

#### Coupe d'Angleterre
| Date de la finale | Vainqueur               | Finaliste                     | Score | Lieu de la finale | Spectateurs |
| 2000              | London Wasps Angleterre | Northampton Saints Angleterre | 31-23 |                   |             |

### équipe nationale à XV
- 35 sélections pour le Pays de Galles en 1990 (4) et entre 1996 et 2001 (31).
- 10 essais
- 50 points
- Sélections par année : 4 en 1990, 1 en 1996, 6 en 1997, 4 en 1998, 7 en 1999, 7 en 2000, 6 en 2001
- Tournois des Cinq Nations disputés : 1990, 1997, 1998, 1999
- Tournois des Six Nations disputés :2000, 2001

- Quart de finaliste à la Coupe du monde de rugby 1999